# أليخاندرو سانشيز (منافس ألعاب قوى)
أليخاندرو سانشيز (بالإسبانية: Alejandro Sánchez) هو منافس ألعاب قوى مكسيكي، ولد في 29 يونيو 1949.

## وصلات خارجية
- أليخاندرو سانشيز على موقع أوليمبيديا (الإنجليزية)